# Anuk Arudpragasam

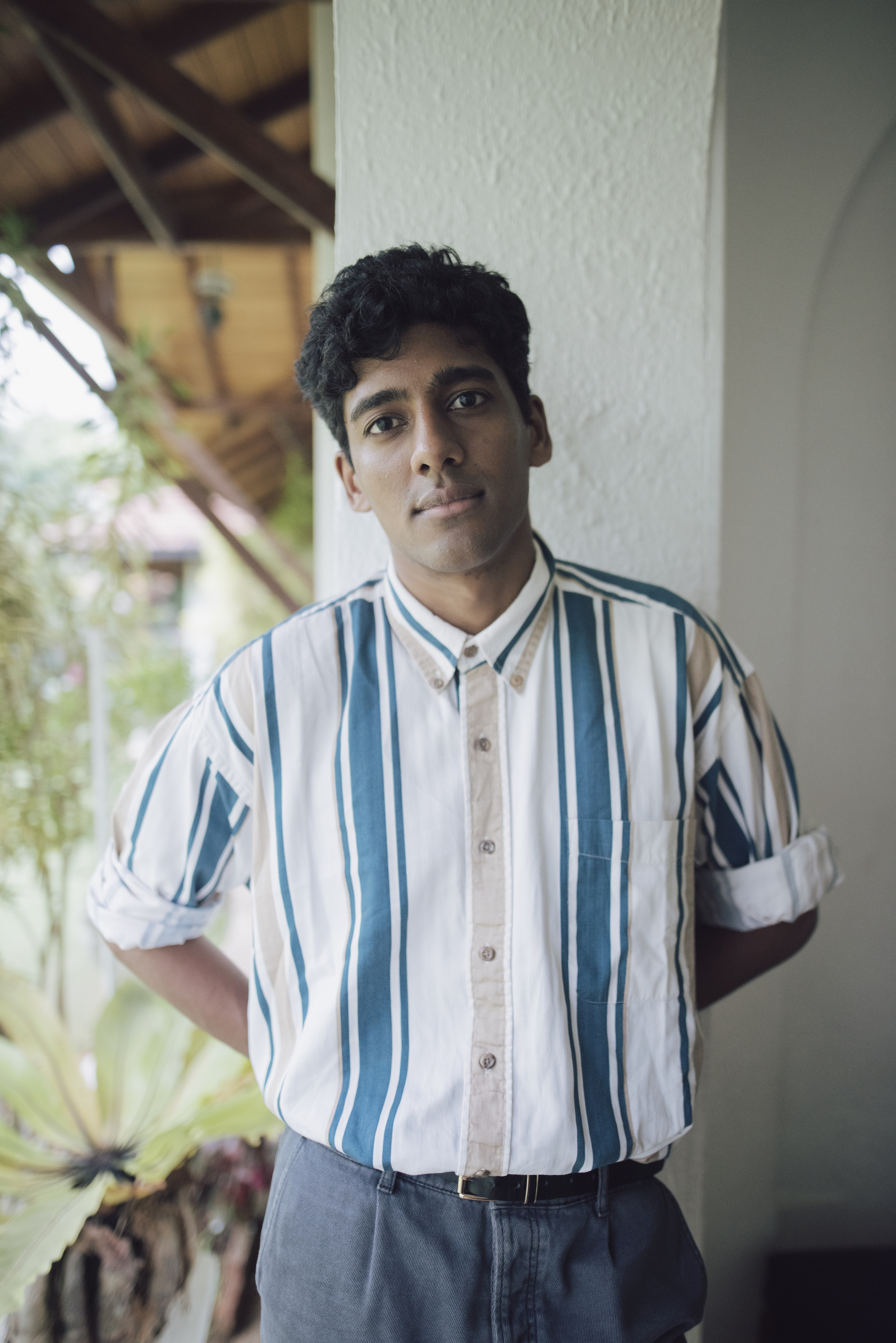
Anuk Arudpragasam (2017)

Anuk Arudpragasam (* 1988 in Colombo) ist ein sri-lankischer Autor und Übersetzer.

## Leben
Anuk Arudpragasam wuchs in wohlhabenden Verhältnissen im Süden Colombos auf. Seine tamilische Familie stammte ursprünglich aus dem Nordosten des Landes. Er selbst kam jedoch nie direkt mit dem von 1983 bis 2009 im Norden wütenden Bürgerkrieg in Kontakt. Obwohl er nicht einer literaturbegeisterten Familie entstammte, ermutigten ihn seine Eltern seit dem Jugendalter Bücher zu lesen. Arudpragasam selbst kam diesem Ersuchen eigenen Angaben zufolge erst im Alter von 15 oder 16 Jahren nach, als er Gefallen an philosophischer Literatur in einer nahen Buchhandlung fand. So kam er mit Werken von Platon, Descartes, Wittgenstein und Aristoteles in Kontakt. Mit fiktionaler Literatur sollte er sich erst auf dem College beschäftigen, darunter mit Robert Musils Der Mann ohne Eigenschaften.
Im Alter von 18 Jahren verließ Arudpragasam Sri Lanka, um ein College in den USA zu besuchen. Im Jahr 2010 erhielt er einen Bachelor of Arts von der Stanford University. Daran schloss sich ein Promotionsstipendium in Philosophie an der Columbia University an, das er 2019 abschloss.
Arudpragasam lebt abwechselnd in Sri Lanka und Indien. Er gab an, trotz seiner Auslandsaufenthalte gefühlsmäßig nie seine Heimat verlassen zu haben. Er hatte eine Rückkehr fest eingeplant und verbrachte jedes Jahr mehrere Monate in Sri Lanka und Indien.
Im Jahr 2018 war er Gast des Literarischen Colloquiums Berlin (LCB).

## Wirken
Arudpragasam verfasst seine Werke auf Tamil und Englisch. Eigenen Angaben zufolge sei er am meisten von den Bewusstseinsromanen von Virginia Woolf, Marcel Proust und Robert Musil beeinflusst worden. Er betrachtet jedes verfasste Buch „als eine Art Ausbildung für Autoren“, denen er nacheifern möchte.
Im Jahr 2016 wurde sein englischsprachiger Debütroman The Story of a Brief Marriage veröffentlicht. Das Werk beschreibt einen Tag im Leben von Dinesh, eines jungen Tamilen in Sri Lanka. Dieser arbeitet gegen Ende des Bürgerkriegs in einem Evakuierungscamp, das von Regierungstruppen und den Tamil Tigers eingekreist wird. Im Gegensatz zu anderen, hat Dinesh die Möglichkeit auf eine Flucht aufgegeben und kümmert sich um Verletzte und Sterbende. Als er von einem Vater gebeten wird, dessen einzige überlebende Tochter zu heiraten, willigt Dinesh ein und erfährt unerwartet die plötzliche Intimität der Ehe. Beim Verfassen orientierte sich Arudpragasam an Werken von Samuel Beckett und Péter Nádas. The Story of a Brief Marriage fand Lob seitens der englischsprachigen Fachkritik und wurde mit dem DSC Prize for South Asian Literature ausgezeichnet. Auch gelangte das Werk auf die Shortlist des Dylan Thomas Prize. Im Jahr 2017 erschien eine deutsche Übersetzung unter dem Titel Die Geschichte einer kurzen Ehe im Hanser Verlag, die ebenfalls Anerkennung fand.
Im Jahr 2021 erschien Arudpragasams zweiter Roman A Passage North. Ein Auszug war bereits im Herbst 2019 in der amerikanischen Literaturzeitschrift The Paris Review veröffentlicht worden. Die Geschichte handelt von dem Tamilen Krishan, der per Zug von Colombo in den vom Bürgerkrieg aufgeriebenen Norden Sri Lankas reist, um an der Beerdigung von Rani, der Pflegerin seiner Großmutter, teilzunehmen. Das Werk, bei dem Arudpragasam sich hinsichtlich Abschweifung und Rhythmus an den Arbeiten von Thomas Bernhard und Javier Marías orientierte, gelangte im Jahr seiner Veröffentlichung auf die Shortlist des renommierten Booker Prize.
Gegenwärtig arbeitet Arudpragasam an einem dritten Roman über tamilische Mütter und Töchter, die in der Diaspora leben. Das Werk soll in New York und Toronto spielen, wobei er sich von Elena Ferrante inspirieren ließ. Auch möchte Arudpragasam Literatur ins Tamilische bzw. Englische übersetzen.

## Werke
- The Story of a Brief Marriage. New York : Flatiron Books, 2016. – ISBN 978-1-250-07240-5.
  - dt.: Die Geschichte einer kurzen Ehe. Aus dem Englischen übersetzt von Hannes Meyer. München : Hanser Berlin, 2017. – ISBN 978-3-446-25677-4.
- A Passage North. [s.l.] : Random House, 2021. – ISBN 978-0-593-23070-1. (auf der Shortlist für den International Booker Prize)[8]
  - Nach Norden. Roman., Aus dem Englischen übersetzt von Hannes Meyer. Hanser Verlag, Berlin 2022, ISBN 978-3-446-27381-8.[9]

## Auszeichnungen
- 2017: DSC Prize for South Asian Literature (The Story of a Brief Marriage)
- 2021: Nominierung für den Booker Prize (Shortlist) für A Passage North
- 2022: Fellowship des Berliner Künstlerprogramm des DAAD